# Zhengtong-kejsaren
Zhengtong-kejsaren eller Tianshun-kejsaren (正統帝 eller 天順帝, regeringstid: 1435–1464), född 1427, död 1464, var en kinesisk kejsare under Mingdynastin. Hans ursprungliga namn var Zhu Qizhen (kinesiska: 朱祁鎮?, pinyin: Zhū Qízhèn), namnen Zhengtong och Tianshun kommer av namnen på hans regeringsperioder: Zhèngtǒng (正統), 1436–1449 och Tiānshùn (天順), 1457–1464. I Kina går han även under sitt postuma namn Ruìdì (睿帝) och sitt så kallade tempelnamn, Yīngzōng (英宗).
Han blev kejsare vid åtta års ålder 1435, och var fram till 1442 under förmynderskap av sin farmor, Zhang (kejsarinna). Under kejsar Zhengtong första fyra år som regent byggdes Pekings stadsmurs ut med vakttorn och slussportar.
År 1449 togs kejsaren till fånga av mongolerna under Esen khan efter Tumukrisen. När det blev känt att kejsaren var fängslad tog hans bror, Zhu Qiyu, över tronen under namnet Jingtai-kejsaren. Zhu Qizhen frigavs 1450 och placerades i husarrest när han återkom till Peking. Han släpptes och återinsattes på tronen först när han bror avled 1457. Kejsarens mongoliska fångenskap ledde till att hotet från norr fick mer uppmärksamhet och den kinesiska muren byggdes ut och förstärktes. Zheng Hes vidlyftiga sjöexpeditioner, som återupptagit under hans föregångare återupptogs aldrig på grund av brist på pengar.
Under Zhengtong-kejsarens regeringstid började staten bygga ut ett skolväsende, som lärde ut neokonfucianismens läror till folket.